# Проспект Героїв Національної гвардії України
Проспéкт Герóїв Націонáльної гвáрдії (до 28 вересня 2023 року — проспект 40-річчя Перемоги) — проспект у Південному житловому масиві Комунарського району міста Запоріжжя. Починається на перетині Прибережної автомагістралі та Автозаводської вулиці.
До проспекту прилучаються: Прибережна автомагістраль, вулиця Автозаводська, вулиця Водограйна, вулиця Нагнибіди. Протяжність проспекту — 1,85 км.

## Історія
29 березня 1985 року рішенням Запорізької міської ради вулиця отримала назву — проспект 40-річчя Перемоги, на честь ювілею перемоги радянського народу у німецько-радянській війні.
29 вересня 2023 року на 29-й сесії Запорізької міської ради, в рамках дерусифікації, були прийняті рішення про перейменування понад 70 топонімів, які замінені на ті, що по'вязані з історією України, захисниками держави, героями, які полегли, захищаючи територіальну цілісність та сувереніт України від російських загарбників. Саме на цій сесії проспект 40-річчя Перемоги перейменований в проспект Героїв Національної гвардії України.

## Об'єкти
- буд. 6 — АЗС «Укрнафта»
- буд. 9А — «Нова пошта» відділення № 36
- буд. 11 — Дитячий центр сучасного розвитку «Геніальні діти»
- буд. 11А — Супермаркет «Trash»
- буд. 13 — Відділення філії «Ощадбанк»
- буд. 15А — ДНЗ № 285 «Посмішка»
- буд. 27 — Гімназія № 97
- буд. 31 — Отель «Сфінкс»[3]
- буд. 59 — Гімназія № 107.